# Солдатов, Николай Лаврентьевич
Николай Лаврентьевич Солдатов (29 апреля 1904, Ляховицы, Владимирская губерния — 18 октября 1977, Ростов-на-Дону) — советский военачальник, генерал-лейтенант (1949).

## Биография
Николай Лаврентьевич Солдатов родился 29 апреля 1904 в селе Лиховицы (Ляховицы; ныне — Суздальского района Владимирской области).

### Довоенное время
В октябре 1926 года был призван в ряды РККА.
В 1927 году закончил полковую школу 40-го стрелкового полка (14-я стрелковая дивизия, Московский военный округ), после чего служил в этом полку на должностях командира отделения, старшины и временно исполняющего должность командира взвода.
С октября 1929 года обучался на одногодичных курсах при Объединённом пехотном училище в Киеве, по окончании которого в июле 1930 года Солдатов был направлен в 48-й стрелковый полк (16-я стрелковая дивизия, Ленинградский военный округ), где командовал пулемётным, а затем стрелковым взводами, а вскоре был назначен на должность помощника начальника, а затем — на должность начальника школы младшего начсостава.
С февраля по май 1934 и с февраля по август 1936 года обучался в Стрелково-тактическом институте «Выстрел», преобразованном в декабре 1935 года в Высшие стрелково-тактические курсы усовершенствования комсостава пехоты «Выстрел».
В августе 1936 года был назначен на должность командира батальона в 46-м стрелковом полку 16-й стрелковой дивизии. В марте 1938 года был переведён на должность командира батальона 158-го стрелкового полка (53-я стрелковая дивизия, Приволжский военный округ). С августа того же года исполнял должность начальника штаба 176-го стрелкового полка (59-я стрелковая дивизия, 1-я Краснознамённая армия), а с октября 1939 года — начальника 1-го отделения и одновременно — помощника начальника штаба дивизии.
В декабре 1940 года был назначен на должность командира 113-го стрелкового полка (32-я стрелковая дивизия, 1-я Краснознамённая, затем 25-я армия).

### Великая Отечественная война
С началом Великой Отечественной войны Солдатов находился на той же должности. В сентябре 1941 года полк в составе дивизии был передислоцирован и включён в состав 5-й армии (Западный фронт), в составе которой принимал участие в оборонительных боях на можайско-нарофоминском направлении.
В декабре 1941 года был назначен на должность командира 250-го воздушно-десантного полка, формировавшегося в районе Внуково. В январе 1942 года полк был десантирован в район юго-западнее Вязьмы, приняв участие в Вяземской воздушно-десантной операции, но из-за больших потерь полк был расформирован.
С 11.05.1942 по 22.08.1942 полковник Солдатов командовал 329-й стрелковой дивизии в составе оперативной группы под командованием П. А. Белова, действовавшей в тылу противника в районе Дорогобужа и Ельни. С окончанием рейдов за линией фронта дивизия наряду с другими частями вышла на передовую фронта на участке 33-й армии и в августе 1942 года была расформирована. Солдатов был назначен на должность командира 222-й стрелковой дивизии (33-я армия). С 1 сентября по 8 ноября 1942 года временно исполнял должность командира 7-го гвардейского стрелкового корпуса, затем вновь исполнял должность командира 222-й стрелковой дивизии.
В марте 1943 года был назначен на должность командира 5-й гвардейской стрелковой дивизии, принимавшей участие в Ржевско-Вяземской наступательной операции, Орловской, Брянской и Городокской операциях. Николай Лаврентьевич Солдатов умело командовал частями при прорыве глубоко эшелонированной и сильно укрепленной обороны противника на витебском направлении, проявив в боях мужество и храбрость, за что был награждён орденом Красного Знамени.
29 марта 1944 года генерал-майор Солдатов был назначен на должность командира 83-го стрелкового корпуса (4-я ударная армия, 2-й Прибалтийский фронт), отличившийся в ходе Полоцкой и Режицко-Двинской операциях, а также при освобождении городов Полоцк, Дрисса, Краслава, Даугавпилс. За умелую организацию и управление частями корпуса в ходе прорыва сильно укрепленной обороны противника северо-западнее города Полоцк Николай Лаврентьевич Солдатов был награждён орденом Суворова 2 степени. Вскоре корпус был передислоцирован в Румынию и до конца войны находился в резерве Ставки ВГК.
За время войны Солдатов был четыре раза упомянут в благодарственных в приказах Верховного Главнокомандующего.

### Послевоенная карьера
После войны Солдатов продолжил командовать стрелковым корпусом в составе Одесского военного округа, а в октябре 1945 года был освобождён от должности и зачислен в распоряжение ГУК НКО.
В марте 1946 года был направлен на учёбу на Военно-академических курсах при Высшей военной академии имени К. Е. Ворошилова, по окончании которых в марте 1947 года был зачислен в распоряжение Управления по внешним сношениям Генштаба, исполнял должность старшего военного советника штаба Югославской армии.
В марте 1948 года был назначен на должность командира 10-го стрелкового корпуса (Уральский военный округ). В октябре 1951 года был назначен на должность старшего военного советника командующего общевойсковой армией Болгарской Народной Республики.
В октябре 1956 года был назначен на должность помощника командующего, и одновременно начальника отдела боевой подготовки Южно-Уральского военного округа (с марта 1957 года — заместитель командующего войсками округа по боевой подготовке, он же — начальник управления боевой подготовки). В апреле 1958 года Солдатов был переведён на аналогичную должность в Северо-Кавказском военном округе, и одновременно был членом Военного совета округа.
В сентябре 1964 года генерал-лейтенант Николай Лаврентьевич Солдатов вышел в запас. Умер 20 мая 1977 года в Ростове-на-Дону. Похоронен на Северном кладбище в Ростове-на-Дону.

## Награды
- Орден Ленина;
- Пять орденов Красного Знамени[4][5][6];
- Орден Суворова 2 степени[7] ;
- Орден Кутузова 2 степени[8] (Представлен)
- Орден Богдана Хмельницкого 2 степени;
- Орден Отечественной войны 1 степени;
- Орден Красной Звезды;
- Медали, в том числе:
  - Медаль «В ознаменование 100-летия со дня рождения Владимира Ильича Ленина» (6 апреля 1970);
  - Медаль «За оборону Москвы»[9];
  - Медаль «За победу над Германией в Великой Отечественной войне 1941—1945 гг.» (9 мая 1945[10]);
  - Юбилейная медаль «Двадцать лет Победы в Великой Отечественной войне 1941—1945 гг.» (7 мая 1965[11]);
  - Юбилейная медаль «Тридцать лет Победы в Великой Отечественной войне 1941—1945 гг.»[12];
  - Медаль «Ветеран Вооружённых Сил СССР»[13];
  - Медаль «20 лет Рабоче-Крестьянской Красной Армии»[14];
  - Медаль «30 лет Советской Армии и Флота».[15];
  - Юбилейная медаль «40 лет Вооружённых Сил СССР»[16];
  - Юбилейная медаль «50 лет Вооружённых Сил СССР» (26 декабря 1967[17]).

## Память
- На могиле Николая Лаврентьевича Солдатова на Северском кладбище Ростова-на-Дону установлен надгробный памятник.